# 藤原勝人
藤原 勝人（ふじわら の かつひと）は藤原麻呂（藤原京家の祖）の子。

## 親族
子は藤原夏茂。祖父は藤原不比等。曾祖父は藤原鎌足。